# Concatedral de Santa Fermina (Amelia)
La Concatedral de Santa Fermina, o simplemente Catedral de Amelia (en italiano: Concattedrale di S. Firmina), es una catedral católica en Amelia en la provincia de Terni, Umbría, Italia. Antiguamente era la sede del obispo de Amelia, en existencia a partir de no más tarde del siglo V, pero desde 1983 ha sido una concatedral en la Diócesis de Terni-Narni-Amelia.
La catedral de Amelia, dedicada a Santa Fermina, fue construida originalmente en 872. Ese edificio fue destruido por las tropas del emperador Federico II en el siglo XIII, y fue reconstruida en estilo gótico. Ese edificio también fue destruido, por un incendio en 1629, y fue reconstruido en forma barroca. La actual fachada de cotto rosa se completó sólo en el siglo XIX, después de un terremoto muy destructivo en 1822.
La catedral tiene un plano de cruz latina y una sola nave. Aquí se conservan las reliquias de los santos Fermina y Olimpiade, los santos patronos de la ciudad. En una capilla lateral hay dos banderas turcas capturadas en la Batalla de Lepanto en 1571.

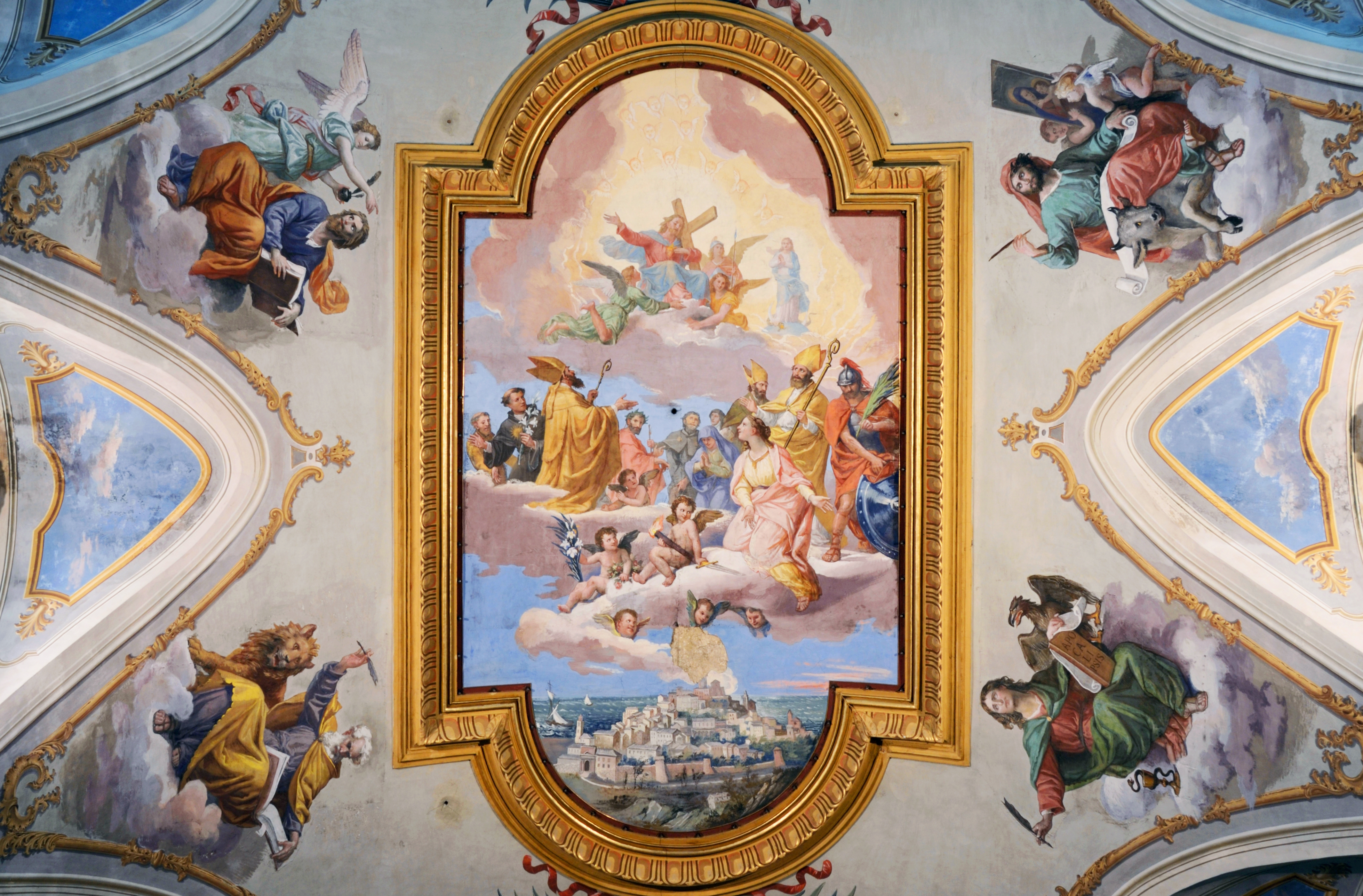
Un fresco en el techo de la catedral